# Патч-антенна
Патч-антенна (от англ. patch — заплатка, в русскоязычной литературе используется термин полосковая антенна) — тип слабонаправленной антенны диапазонов УВЧ и СВЧ. Патч-антенна состоит из тонкой плоской металлической пластины ("пятачка"), расположенной на малом (0,01…0,1λ) расстоянии параллельно плоскому металлическому экрану. Зазор между пятачком и экраном может быть заполнен слоем диэлектрика (ε = 2.5…10, tgδ = 10-3…10-2), а сама антенна изготавливаться по технологии печатных плат (микрополосковая или печатная патч-антенна). Как правило, пятачок имеет прямоугольную форму, причем расстояние между излучающими сторонами прямоугольника (т. е. длина неизлучающих сторон) близка к половине рабочей длины волны (с учётом ε). 
Питание осуществляется штырем, проходящим сквозь экран (например, являющимся продолжением сигнального проводника коаксиальной линии) и смещенным от центра прямоугольника в сторону одной из его излучающих сторон, либо микрополосковой линией, сигнальный проводник которой расположен в плоскости пятачка и подходит к одной из его излучающих сторон. В обоих случаях возбуждающие проводники электрически соединяются с пятачком. Известен также электродинамический способ возбуждения пятачка через щель в экране. Поляризация излучаемой электромагнитной волны в направлении нормали к пятачку близка к линейной, известные технические решения позволяют формировать волну и с круговой поляризацией. Патч-антенна простейшей конструкции узкополосна (<5 %), но специальные технические решения позволяют расширить рабочую полосу частот до 50 % и более или строить многодиапазонные антенны.
Принцип действия патч-антенны основан на резонансе моды TM10 в объёме под пятачком, возбуждении электрического поля в зазорах вдоль двух противоположных сторон пятачка, что может рассматриваться как сонаправленное протекание эквивалентного магнитного тока вдоль каждой из этих сторон, и возбуждении электромагнитной волны этими двумя участками магнитного тока. Действие патч-антенны аналогично действию пары синфазных параллельных друг другу щелевых антенн, разнесенных на небольшое (< λ/2) расстояние. Кроссполяризационное излучение в патч-антенне традиционной конструкции обусловлено излучением магнитного тока вдоль сторон пятачка, поперечных основным (т. е. создающим излучение на основной поляризации), в том числе, модой TM02. Это излучение скомпенсировано за счет интерференции только в плоскостях E и H и достигает максимума (—10 дБ) в диагональных плоскостях.
Известно множество разновидностей патч-антенн, различающихся способом возбуждения, наличием согласующих элементов (щелей в пятачке и др.), формой пятачков (прямоугольная, круглая и др.), их числом в одном излучателе (один или несколько, как правило, не более трех), взаимным расположением (копланарное, стек) и способом взаимной связи (электрическое соединение, электродинамическая связь) и др., решающих определенные задачи и различающихся техническими характеристиками. Патч-антенны технологичны, просты в изготовлении, дёшевы, удобны для использования в качестве излучающего элемента антенной решетки, в том числе, антеннах бортовых радиолокаторов, базовых станций мобильной связи GSM, плоских антеннах для приема спутникового телевидения и др. 
В диапазоне ОВЧ патч-антенна может изготовляться как отдельное устройство, защищенное от внешних воздействий. Участок корпуса такого устройства напротив пятачка делается радиопрозрачным.

## Конструкция антенны
Простейшая патч-антенна представляет собой квадратный лепесток со стороной, равной половине длины волны, расположенный над большей по размеру пластиной земли. Чем больше пластина земли, тем лучше направленность антенны и больше её габариты. Нередко пластину земли делают лишь немногим больше лепестка. Ток протекает в том же направлении, что и фидер, так, что векторный потенциал и, соответственно, электрическое поле следуют за током, как обозначено на рисунке стрелкой E. Простая патч-антенна излучает линейно поляризованную волну. Её излучение может быть рассмотрено как излучение двух щелей по краям антенны или, эквивалентно, как результат протекания тока в лепестке и пластине земли.

## Коэффициент усиления
Коэффициент усиления прямоугольной микрополосковой патч-антенны с воздушным диэлектриком может быть грубо оценён следующим образом. Поскольку длина лепестка равна половине длины волны, лепесток можно представить как полуволновой диполь, что даёт около 2 дБ усиления в вертикальной оси лепестка. Если лепесток квадратный, его можно рассматривать как два полуволновых диполя, разнесённых на четверть длины волны, что даёт ещё 2-3 дБ усиления. Пластина земли экранирует излучение с обратной стороны антенны и сокращает среднюю по объёму излучаемую мощность вдвое, что даёт ещё 2-3 дБ.
Сложив все вместе, получим коэффициент усиления патч-антенны, равный 7-9 дБ, что неплохо согласуется с более строгими оценками.

## Диаграмма направленности
Типичная диаграмма направленности линейно-поляризованной патч-антенны на 900 МГц показана ниже. На рисунке показано сечение в горизонтальной плоскости. Диаграмма направленности в вертикальной плоскости
похожа, но не идентична. Масштаб графика логарифмический, так что, например, мощность, излучаемая в направлении 180° (90° влево от вертикальной оси) на 15 дБ меньше мощности основного лепестка. Ширина
основного лепестка около 65°, коэффициент услиения в направлении луча 9 dBi. Бесконечно большая пластина земли полностью экранирует заднюю полусферу (от 180° до 360°), однако, пластина земли
реальной антенны имеет конечные размеры. Поэтому мощность излучения в обратном направлении (задний лепесток диаграммы направленности) меньше мощности излучения основного лепестка всего лишь примерно на 20 дБ.

## Полоса пропускания
Ширина полосы пропускания патч-антенны сильно зависит от расстояния между лепестком и землёй. Чем ближе лепесток к земле, тем меньше энергии излучается и больше запасается в ёмкости и индуктивности и тем
выше добротность антенны. Грубо, полосу пропускания антенны можно оценить по формуле:
{\displaystyle {\frac {\delta f}{f_{res}}}={\frac {Z_{0}}{2R_{rad}}}{\frac {d}{W}}},
где {\displaystyle d} — расстояние от лепестка до земли, {\displaystyle W} — ширина лепестка (обычно половина длины волны), {\displaystyle Zo} — импеданс воздушного промежутка между лепестком и землёй, а {\displaystyle Rrad} — сопротивление излучения антенны.
Относительная полоса пропускания антенны линейно зависит от её толщины. Характерное значение импеданса воздушного промежутка 377 Ом, а сопротивления излучения 150 Ом, что позволяет упростить формулу:
{\displaystyle {\frac {\delta f}{f_{res}}}=1,2\left({\frac {d}{W}}\right)}
Для квадратного лепестка на 900 МГц, {\displaystyle W} будет приблизительно 16 см. Толщина антенны в 1,6 см даст относительную ширину полосы пропускания в 1,2(1,6/16) ≈ 12 %, или 120 МГц.
Патч-антенны легко изготавливать печатным способом. В этом случае они получаются немного компактнее, но, поскольку их толщина меньше, полоса пропускания также уменьшается из-за увеличения добротности. Таким образом, полоса пропускания антенны обратно пропорциональна квадратному корню из эффективной диэлектрической проницаемости подложки. Также очевидно, что полоса пропускания расширяется с увеличением толщины подложки. Характерная ширина полосы пропускания печатной патч-антенны составляет единицы процентов. Часто, пластина земли реальных патч-антенн лишь немного больше лепестка, что также уменьшает эффективность. Способ возбуждения антенны также влияет на её полосу пропускания.
Прямоугольные (не квадратные) антенны могут быть использованы для получения веерной диаграммы направленности, у которой ширина вертикального и горизонтального лепестков существенно различаются. Кроме квадратных, могут также использоваться круглые или многоугольные лепестки. Расчёт излучающих характеристик таких антенн значительно сложнее.

## Круговаяполяризация
Возможно изготовить патч-антенну с круговой поляризацией. Один из способов, питать обычный квадратный лепесток из двух точек, отстающих по фазе на 90°.  В этом случае, когда, скажем, вертикальный ток максимален, горизонтальный ток равен 0. Четверть цикла спустя, ситуация становится обратной и поле становится горизонтальным. Излучаемое поле будет вращаться во времени, таким образом его поляризация будет круговой. Меняя величину фазового сдвига между двумя точками питания, можно добиться любой поляризации, от линейной до круговой. Другой способ добиться круговой поляризации, это питать квадратный лепесток из одной точки, но прорезать в нём асимметричную щель или отверстие иной формы для того чтобы сместить направление тока. Хотя дисковые лепестки и могут использоваться для такой техники, они не обязательно имеют круговую поляризацию. Например, симметричный дисковый лепесток, питаемый в одной точке, излучает линейно поляризованные волны. Если почти квадратный лепесток, у которого длина немногим больше, а ширина немногим меньше половины длины волны питать в точке угла, то поляризация его излучения будет круговой.